# Belle et Sébastien : Nouvelle Génération
Pour les articles homonymes, voir Belle et Sébastien.
Série
Belle et Sébastien 3 : Le dernier chapitre
(2018)
Pour plus de détails, voir Fiche technique et Distribution.
Belle et Sébastien : Nouvelle Génération est un film français réalisé par Pierre Coré et sorti en 2022. Il s'agit d'une nouvelle adaptation de l'œuvre de Cécile Aubry, ici située dans le monde moderne.

## Synopsis
Âgé de 10 ans, Sébastien est un garçon de la ville, passionné de skateboard. Il doit à contrecœur passer les vacances à la montagne, dans les Hautes-Pyrénées, chez sa grand-mère et sa tante. Il doit les aider à faire la transhumance. Le jeune garçon va faire la rencontre d'une grande chienne blanche — un chien de montagne des Pyrénées — maltraitée par son maître. Bien décidé à sauver sa nouvelle amie, Sébastien va vivre une incroyable aventure.

## Fiche technique
Sauf indication contraire, les informations mentionnées dans cette section peuvent être confirmées par les bases de données cinématographiques IMDb et Allociné,  présentes dans la section « Liens externes ».
- Titre original : Belle et Sébastien : Nouvelle Génération
- Réalisation : Pierre Coré[3]
- Scénario : Pierre Coré et Alexandre Coffre, d'après le roman de Cécile Aubry
- Musique : David Menke
- Décors : Philippe Chiffre
- Costumes : Marie-Laure Lasson
- Photographie : Gilles Porte
- Son : Antoine Deflandre
- Montage : Samuel Danesi
- Production : Clément Miserez, Mathieu Warter et Sidonie Dumas
- Société de production : Radar Films, Gaumont et M6 Films
- Société de distribution : Gaumont Distribution (France)
- Budget : n/a
- Pays dproductionsn :  France
- Langue originale : français
- Format : couleur
- Genre : aventures
- Durée : 96 minutes
- Date de sortie :
  - France : 19 octobre 2022

## Distribution
Sauf indication contraire, les informations mentionnées dans cette section peuvent être confirmées par la base de données cinématographiques Allociné,  présente dans la section « Liens externes ».
- Robinson Mensah-Rouanet : Sébastien
- Michèle Laroque : Corinne
- Alice David : Noémie
- Caroline Anglade : Cécile
- Syrus Shahidi : Gas
- Aurélien Recoing : Yves
- Lou Lambrecht : Salomé
- Noa Faure-Duval : Lucas
- Noam Grasset : Ladji
- Alois Pedrono : Clément
- Eloan Bernasconi-Straub : Dimitri
- Raphael Sevault : Ruppert
- Inès Pech : Emilie
- Samuel Mathieu : Serge

## Production
Le tournage débute en août 2021 et s'achève en octobre de la même année. Il se déroule dans les Hautes-Pyrénées.

## Accueil

### Accueil critique
En France, le site Allociné donne une note de 3,2⁄5, après avoir recensé 6 articles de presse.
La presse ne s'est pas beaucoup intéressée au film au moment de sa sortie, mais elle reste globalement positive quant au film. Pour CNews, « Sur fond de prise de conscience environnementale, Pierre Coré signe un beau film aux paysages époustouflants, qui rappelle à quel point la communication est essentielle au sein d’une famille, et parle à la nouvelle génération, en intégrant ses codes, comme les selfies et Instagram. ».
Pour le journal La Croix : « À défaut d’une réelle originalité, on retrouve dans cette nouvelle version les ingrédients du succès : l’amitié salvatrice d’un enfant et d’un chien, tout comme d’époustouflants paysages de montagne qui donnent au film les vertus bienfaisantes d’une grande bouffée d’air frais ».
Pour Le Parisien-Aujourd'hui en France : « Si on tremble un peu lors de l’attaque de loups, on peine à s’émouvoir pour des personnages franchement antipathiques, entre la grand-mère brutale, la tante égoïste et « Gas », improbable de cynisme. Même le chien manque de charisme et ce « Belle et Sébastien », lui, manque de chien. ».

### Box-office
| Pays ou région | Box-office      | Date d'arrêt du box-office | Nombre de semaines |
| -------------- | --------------- | -------------------------- | ------------------ |
| France         | 595 200 entrées | 4 janvier 2023             | 11                 |

Pour son premier jour d'exploitation, Belle et Sébastien : Nouvelle Génération réalise 28 753 entrées (dont 17 644 en avant-première), pour 612 copies, se classant quatrième du box-office des nouveautés derrière Le Nouveau Jouet et devant Reprise en main (12 148). Au bout d'une première semaine d'exploitation, le long-métrage familial réalise 179 709 entrées, pour une cinquième position, derrière Le Nouveau Jouet  (271 139) et devant Smile (175 876).
En semaine 2, le long-métrage réalise 171 196 entrées pour une neuvième place au classement du box-office français, derrière La Proie du diable (209 337). La semaine suivante, Belle et Sébastien remonte dans le classement à la septième place avec 159 113 entrées supplémentaires, derrière Le Nouveau Jouet (199 366) et devant Plancha (145 563).

## Distinctions

### Sélections
- Festival du film francophone d'Angoulême 2022 : avant-premières.